# Theatro Circo

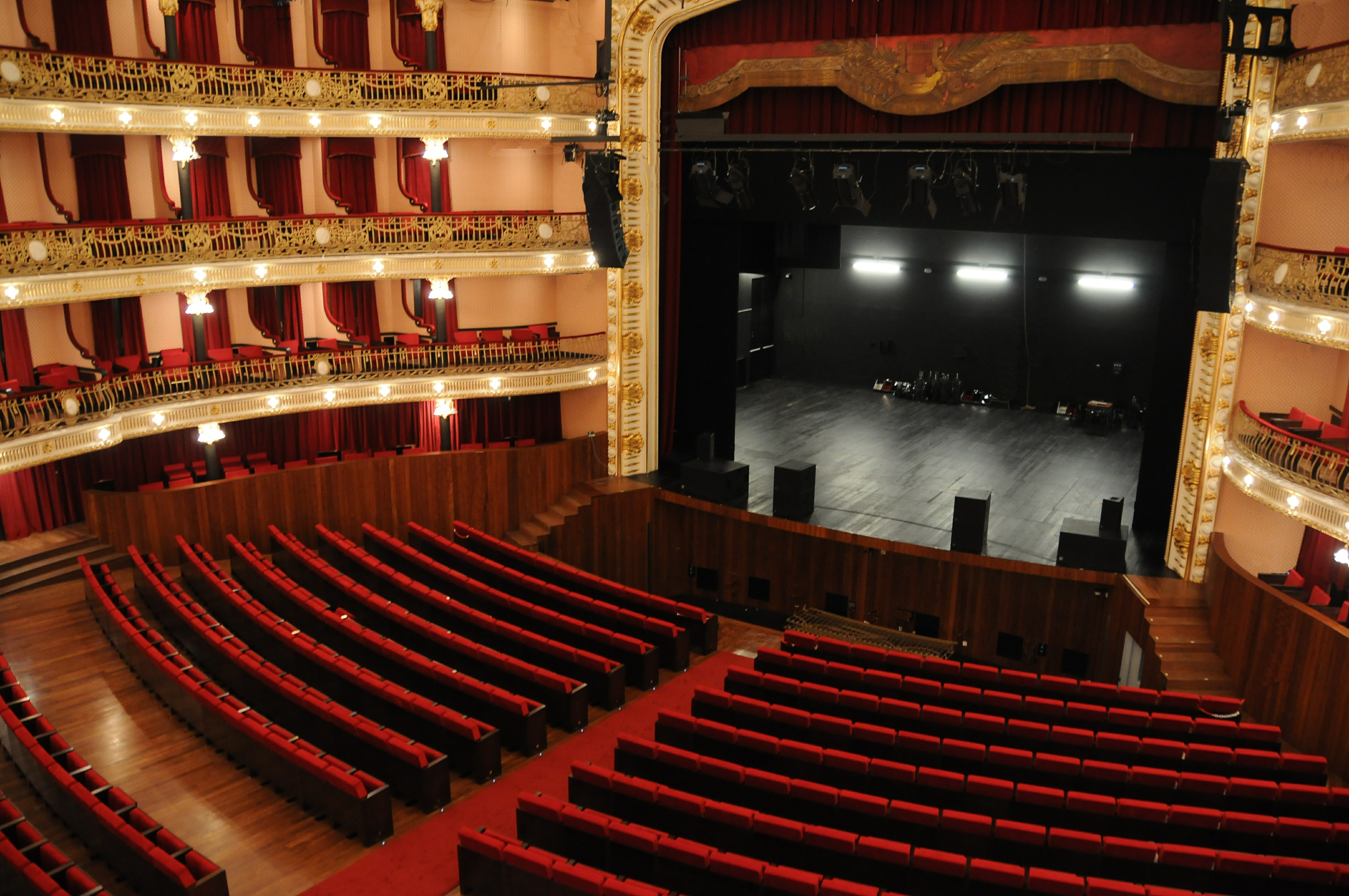
Theatro Circo

Das Theatro Circo in Braga befindet sich an der Avenida da Liberdade und ist eines der wichtigsten Theater in Portugal.

## Geschichte
Es wurde am 21. April 1915 mit der Operette La reginetta delle rose von Ruggero Leoncavallo eingeweiht.
Heute dient das Theater als Sprechtheater sowie zur Aufführung von Opern und Sinfonien. Das Innere des Hauses beherbergt ein historisches Theatermuseum (Museu do Theatro Circo) mit einem Bilder- und Dokumentenarchiv.